# ポール・バーチル
ポール・バーチル（Paul Kenneth Burchill、1979年10月8日 - ）は、イギリスのプロレスラー。サリー州ギルフォード出身。

## 来歴
プロレスデビューは2002年。ヨーロッパのプロレス団体FWAに所属していた。2004年にはヨーロッパ各地のインディ団体に登場した。
2005年に入り、WWEと契約。最初は下部組織であるDSWに所属していた。同年8月27日にスマックダウンの下部番組であるヴェロシティに登場。ウィリアム・リーガル対スコッティ・2・ホッティ戦にて、リーガルの勝利をアシストした。以降リーガルと組んで、ヒールとしてWWEでの活動を開始する。11月に行われたイギリス公演では、地元でありながらヒールであったため、観客席からは声援とブーイングが入り混じっていた。
2006年、先祖が海賊というキャラクター（パイレーツ・オブ・カリビアンのジャック・スパロウのコピー）にギミックチェンジしたが、わずか数カ月間でギミックの練り直しのためにOVWに移ることになる。観客の反応は上々でベビーフェイス化したものの、パイレーツ・オブ・カリビアンをまったく知らなかったビンス・マクマホンがジョニー・デップを真似た海賊に理解を示さず、1990年代のWWFで活動していた海賊キャラクターのジャン＝ピエール・ラフィットの焼き直しと考えていたためだとされている。
OVWでは切り裂きジャックをギミックに、2007年6月までにOVWヘビー級王座を4度獲得する。7月からはスマックダウンのダークマッチでの試合が多くなり、正式に再昇格することが決まった。
2008年2月、RAWにおいて新ギミックで再デビューを果たす。新ギミックは近親相姦な兄と妹のギミックであり、バーチル（兄）はケイティ・リー（妹）をマネージャーとして登場。ブライアン・ケンドリック相手に勝利を収める。ちなみに登場の際バーチルに対し「You are pirate!」（お前は海賊だ!）チャントが起こった（これはかつてバーチルが海賊ギミックで登場していたため）。
2008年12月30日に妹役のケイティ・リーと共にECWへ移籍。移籍後は特に抗争相手もおらずジョバー的な役回りが多かったが、2009年夏頃からザ・ハリケーンと抗争し、ハリケーンの正体を暴こうと躍起になっていた。そして自身が負ければ妹共々ECWを去り、ハリケーンが負ければマスクを脱ぐという条件でハリケーンと戦うが試合に敗れECWを去ることとなる。しかし自身も覆面レスラーのザ・リッパーとなりECWに居残ろうとしていたがハリケーンとの一戦でマスクを剥がされてしまう。その後はどの番組に所属かも発表されることなく2010年2月26日に解雇された。

## 得意技
- ツイステッド・シスター

2008年後期から使用し始めた新必殺技でジャンピング・リバース・ネックブリーカー。技名の由来は自身の近親相姦ギミックから。
- カーブ・ストンプ

RAW復帰後の新ギミックでのフィニッシャーだったが現在は使用せず。サーフボードロックからの強烈ストンプ。
- C4

スタンディング状態でのムーンサルト・フリップスラム。スマックダウン時代のフィニッシャー。
- デンジャラス・バスター

## 備考
- 実兄の元少佐ショーン・バーチルは2009年6月19日にアフガニスタンにて爆撃を受け殉職している。それに伴い自身も休業していたが、復帰後は亡き兄の追悼も込め黒いアームバンドを付ける様になった。
- 近親相姦ギミックで妹のケイティ・リー・バーチルは実際の妹ではない。

## 獲得タイトル
- IWPヘビー級王座 : 1回
- OVWヘビー級王座 : 4回
- OVW南部タッグチーム王座 : 1回